# Zbigniew Romaszewski

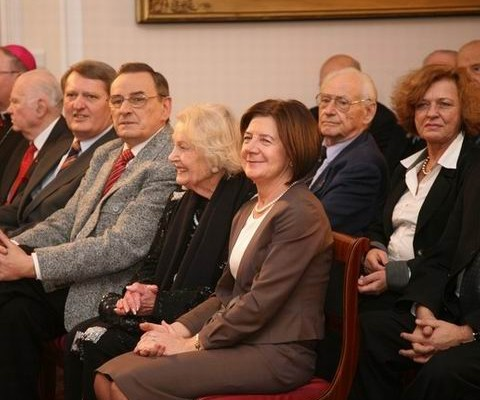
Zbigniew Romaszewski (trzeci z lewej) na przedpremierowym pokazie filmu dokumentalnego Generał polskich nadziei… Władysław Anders 1892–1970 (2007). Obok Irena Anders i Maria Kaczyńska

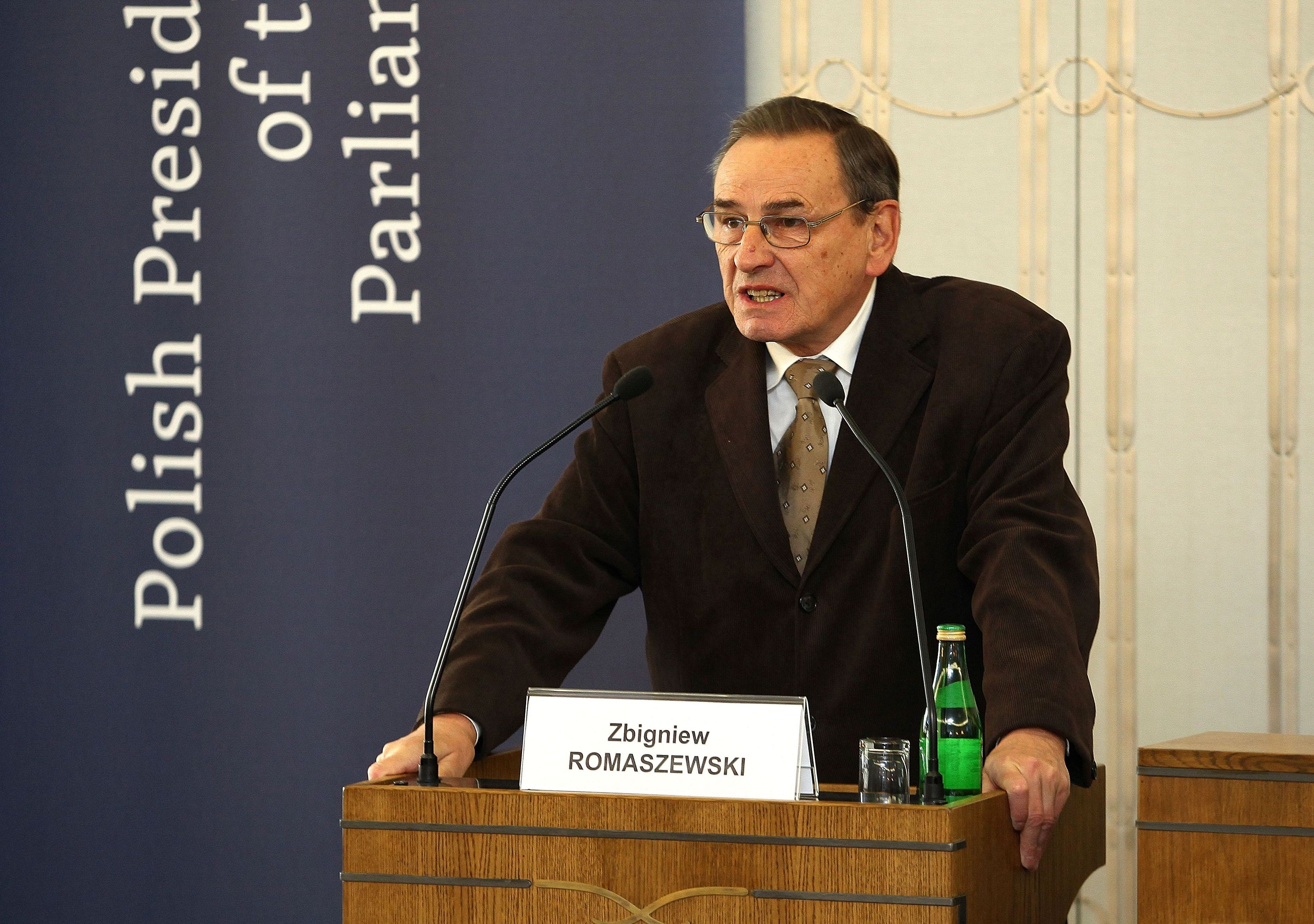
Zbigniew Romaszewski podczas konferencji Wspólna Polityka Rolna 2014–2020 w Senacie RP (2011)

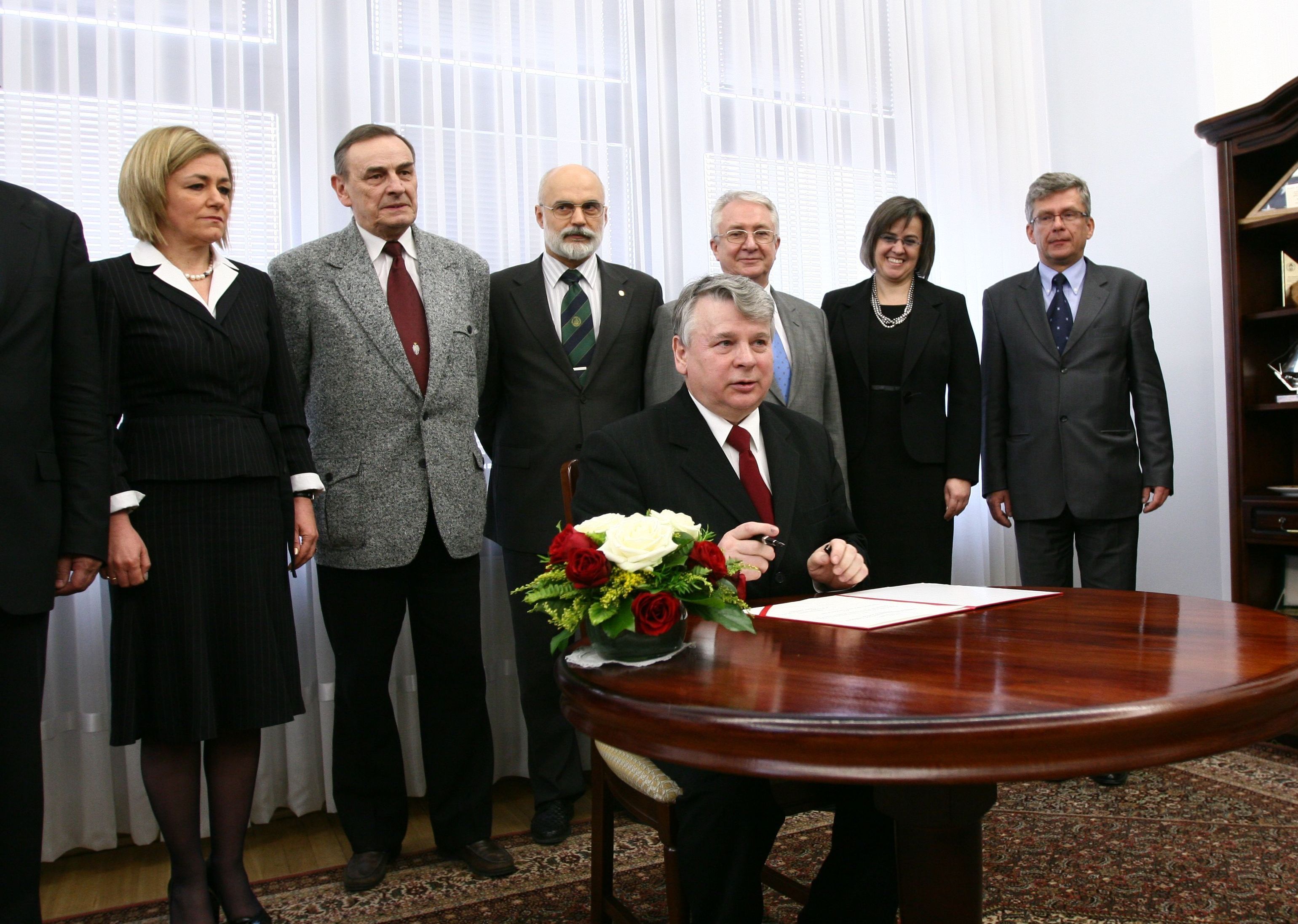
Podczas uroczystości podpisania przez marszałka Senatu Bogdana Borusewicza ustawy upoważniającej prezydenta do ratyfikacji Traktatu lizbońskiego (2008)

Zbigniew Jan Romaszewski (ur. 2 stycznia 1940 w Warszawie, zm. 13 lutego 2014 tamże) – polski polityk, działacz opozycji w okresie PRL, doktor nauk fizycznych. W latach 1989–2011 senator I, II, III, IV, V, VI i VII kadencji, w latach 2007–2011 wicemarszałek Senatu VII kadencji, członek Trybunału Stanu (2011–2014). Kawaler Orderu Orła Białego.

## Życiorys

### Młodość i wykształcenie
Urodził się w trakcie II wojny światowej; jako prawdopodobną datę urodzenia wskazywał 12 grudnia 1939 (mimo odmiennego zapisu w dokumentach). Rodzina ze strony ojca, Józefa Romaszewskiego, wywodziła się z drobnej szlachty spod Grodna, zaś ze strony matki, Zofii z domu Šipka, pochodziła ze słowackiego Martina. Jego rodzice byli warszawskimi kupcami, prowadzili sklep. Powstanie warszawskie rodzina przeżyła na Starym Mieście. Po kapitulacji Niemcy wywieźli ich do Groß-Rosen. Stamtąd Zbigniew Romaszewski wraz z matką trafił do obozu pracy w Turyngii, babka i ciotka zostały zesłane do Ravensbrück, a ojciec do Sachsenhausen, skąd już nie powrócił. Okoliczności jego śmierci nie zostały ustalone.
Do Warszawy Zbigniew Romaszewski powrócił w 1945. Uczęszczał do szkoły podstawowej na Szmulkach. Maturę zdał w 1957 w XX Liceum Ogólnokształcącym im. Bolesława Chrobrego. W 1955 w szkole średniej wstąpił do koła Związku Młodzieży Polskiej, które w 1956 rozwiązano. W październiku 1956 uczestniczył w zjeździe założycielskim marksistowskiego Rewolucyjnego Związku Młodzieży, na którym poznał swoją przyszłą żonę Zofię.
Ukończył studia z zakresu fizyki na Uniwersytecie Warszawskim (1964). W 1968 przebywał w Moskwie na rocznym stażu w Instytucie Fizycznym, podczas którego poznał Andrieja Sacharowa. Doktoryzował się w Instytucie Fizyki PAN w październiku 1980. W jednostce tej pracował do czerwca 1981, po czym przeszedł na urlop bezpłatny w związku z działalnością związkową.

### Działalność opozycyjna w PRL
Od drugiej połowy lat 60. zaangażowany w działalność opozycyjną. W 1967 wraz z żoną Zofią zbierał podpisy pod petycją pracowników naukowych w obronie Adama Michnika. Po wydarzeniach marcowych z 1968 w mieszkaniu Romaszewskich odbywały się dyskusje polityczne, na które zapraszano m.in. Ludwika Cohna, Edwarda Lipińskiego, Jana Nepomucena Millera oraz Marię Ossowską.
Po protestach robotniczych w Radomiu i Ursusie z czerwca 1976 uczestniczył w organizowanej przez Komitet Obrony Robotników akcji pomocy represjonowanym. Od 1977 był członkiem Komitetu Samoobrony Społecznej „KOR”. Wraz z żoną kierował Biurem Interwencyjnym KSS „KOR”, rejestrującym przypadki łamania praw człowieka i niosące ofiarom bezprawia pomoc prawną i materialną. Na przełomie 1979 i 1980 zakładał Komitet Helsiński, organizację nadzorującą wprowadzanie w życie postanowień KBWE. Pod jego redakcją Komitet Helsiński opublikował Raport Madrycki, omawiający stan przestrzegania praw człowieka w PRL, w oparciu o konkretne, zarejestrowane przez Biuro Interwencji, przypadki łamania prawa.
W latach 1980–1981 kierował Komisją Interwencji i Praworządności NSZZ „Solidarność”, został wybrany do prezydium zarządu Regionu Mazowsze związku, a następnie do Komisji Krajowej. Był wielokrotnie zatrzymywany przez funkcjonariuszy Służby Bezpieczeństwa. Wraz z Zenobią Łukaszewicz zredagował książkę Czerwiec 1976. Radom. Doniesienie o przestępstwie (1981).
W stanie wojennym ukrywał się, będąc poszukiwanym. W broszurze Sierpień 1980 – Grudzień 1981 – co dalej?, opublikowanej w marcu 1982, sformułował program scentralizowanego oporu, opowiadając się za powstaniem ośrodka kierowniczego podziemnej „Solidarności”. W tym czasie zorganizował podziemne Radio „Solidarność”. Pierwszą audycję nadano 12 kwietnia 1982 w Warszawie. 8 maja tego samego roku razem ze Zbigniewem Bujakiem, Zbigniewem Janasem i Wiktorem Kulerskim powołał tajną Regionalną Komisję Wykonawczą NSZZ „Solidarność” Region Mazowsze. 29 sierpnia 1982 został aresztowany i sądzony w dwóch kolejnych procesach przeciwko twórcom Radia „Solidarność” i działaczom KSS KOR, następnie więziony od 1982 do 1984. Został wtedy objęty opieką Amnesty International jako więzień sumienia.
Był głównym organizatorem Tygodnia Więźnia Politycznego, który miał miejsce w dniach 3–10 listopada 1985. W tym samym roku wraz z żoną powołał Polski Fundusz Praworządności i został jego prezesem. Od grudnia 1986 kierował stworzoną w podziemiu Komisją Interwencji i Praworządności NSZZ „Solidarność”, która zajmowała się dokumentowaniem przypadków represji i pomocą ofiarom. W 1988 współorganizował jawną, nielegalną I Międzynarodową Konferencję Praw Człowieka w kościele w Mistrzejowicach w Nowej Hucie. Przed obradami Okrągłego Stołu napisał broszurę Minimalizm radykalny. Propozycje programowe dla NSZZ „Solidarność”. W obradach Okrągłego Stołu pracował w podzespole ds. reformy państwa i sądów.

### III Rzeczpospolita
Od lipca 1989 do listopada 2011 nieprzerwanie zasiadał w Senacie RP, był wybierany kolejno jako kandydat bezpartyjny z rekomendacji Komitetu Obywatelskiego (1989), jako kandydat niezależny (1991), a następnie z ramienia NSZZ „Solidarność” (1993), Ruchu Odbudowy Polski (1997), Bloku Senat 2001 (2001) oraz Prawa i Sprawiedliwości (2005, 2007).
W Senacie I, II, IV i VI kadencji przewodniczył Komisji Praw Człowieka i Praworządności. Był też w różnych kadencjach członkiem następujących komisji: Regulaminowej i Spraw Senatorskich, Obrony Narodowej, Nadzwyczajnej do spraw górnictwa, Nadzwyczajnej do spraw integracji europejskiej, Gospodarki Narodowej, Nadzwyczajnej do spraw inicjatywy ustawodawczej w sprawie zmiany przepisów o obywatelstwie polskim, Spraw Zagranicznych i Integracji Europejskiej, Regulaminowej, Etyki i Spraw Senatorskich oraz Ustawodawstwa i Praworządności. Od maja do czerwca 1992 był prezesem Komitetu do spraw Radia i Telewizji „Polskie Radio i Telewizja”. W 1998 założył Fundację Obrony Praw Człowieka, która w 50. rocznicę uchwalenia Powszechnej Deklaracji Praw Człowieka zorganizowała w Warszawie III Międzynarodową Konferencję Praw Człowieka.
W wyborach parlamentarnych w 2001 zdobył mandat senatorski po raz piąty, uzyskując 284 374 głosów (38,98% ogółu głosów ważnych). W 2003 organizował nowe ugrupowanie pod nazwą Suwerenność-Praca-Sprawiedliwość, które nie podjęło jednak szerszej działalności. W wyborach parlamentarnych w 2005 po raz szósty wszedł do Senatu, otrzymując 326 442 głosy (42,92%). Następnie jego partia SPS została rozwiązana, po czym pozostał formalnie bezpartyjny. W wyborach parlamentarnych w 2007 po raz siódmy uzyskał mandat senatorski, otrzymując 330 396 głosów (28,87%). 28 listopada 2007 został wybrany na wicemarszałka Senatu. 15 lutego 2010 zrezygnował z członkostwa w KP Prawa i Sprawiedliwości, jednak 8 lipca tego samego roku powrócił do klubu. W 2011 wszedł w skład rady Stowarzyszenia Solidarni 2010.
W wyborach parlamentarnych w tym samym roku nie uzyskał reelekcji, przegrywając z Markiem Borowskim. W 2011 Sejm wybrał go na członka Trybunału Stanu.
W 2013 sąd uwzględnił jego wniosek o zadośćuczynienie i odszkodowanie za okres uwięzienia w okresie PRL, zasądzając łącznie 240 tys. zł. Spotkało się to z negatywną oceną części przedstawicieli dawnej opozycji antykomunistycznej, w tym Lecha Wałęsy, Waldemara Kuczyńskiego i Grzegorza Schetyny.
W 2014 był współzałożycielem Komitetu Obywatelskiego Solidarności z Ukrainą (KOSzU).
Zmarł 13 lutego 2014 w wyniku udaru niedokrwiennego mózgu. 20 lutego 2014, po nabożeństwie żałobnym w stołecznej bazylice archikatedralnej św. Jana Chrzciciela, został pochowany z ceremoniałem wojskowym w Alei Zasłużonych na Cmentarzu Wojskowym na Powązkach (kwatera A2-Aleja Zasłuzonych-10).

## Życie prywatne
Jego żoną od 1960 była Zofia Romaszewska, z którą miał córkę Agnieszkę Romaszewską-Guzy.

## Wyniki wyborcze
| Wybory | Komitet wyborczy    | Komitet wyborczy                                     | Organ              | Okręg              | Wynik            |
| ------ | ------------------- | ---------------------------------------------------- | ------------------ | ------------------ | ---------------- |
| 1989   |                     | Komitet Obywatelski „Solidarność”                    | Senat I kadencji   | woj. tarnobrzeskie | 175 715 (74,91%) |
| 1991   |                     | KW do Senatu Zbigniewa Romaszewskiego                | Senat II kadencji  | woj. tarnobrzeskie | 63 378 (40,21%)  |
| 1993   |                     | Niezależny Samorządny Związek Zawodowy „Solidarność” | Senat III kadencji | woj. warszawskie   | 237 263 (22,26%) |
| 1997   |                     | Ruch Odbudowy Polski                                 | Senat IV kadencji  | woj. warszawskie   | 433 005 (39,89%) |
| 2001   |                     | Blok Senat 2001                                      | Senat V kadencji   | nr 18              | 284 374 (38,98%) |
| 2005   |                     | Prawo i Sprawiedliwość                               | Senat VI kadencji  | nr 18              | 326 442 (42,92%) |
| 2007   | Senat VII kadencji  | Prawo i Sprawiedliwość                               | 330 396 (28,87%)   | nr 18              |                  |
| 2011   | Senat VIII kadencji | Prawo i Sprawiedliwość                               | nr 42              | 59 153 (28,52)     |                  |

## Odznaczenia, wyróżnienia i upamiętnienie
Ordery i odznaczenia
9 listopada 2011 został odznaczony przez prezydenta Bronisława Komorowskiego Orderem Orła Białego; uroczystość wręczenia orderu odbyła się następnego dnia.
Zarządzeniem prezydenta RP na uchodźstwie Ryszarda Kaczorowskiego z 11 listopada 1990 został odznaczony Krzyżem Kawalerskim Orderu Odrodzenia Polski.
W 2007 nadano mu Krzyż Komandorski Orderu „Za Zasługi dla Litwy”. W 2008 otrzymał portugalski Krzyż Wielki Orderu Zasługi. Pośmiertnie w 2014 został odznaczony Orderem „Honor Narodu” Czeczeńskiej Republiki Iczkerii.
Nagrody i wyróżnienia
W 2013 otrzymał tytuł honorowego obywatela m.st. Warszawy. Ponadto wyróżniany odznaczeniami prywatnymi (m.in. Krzyżem Solidarności Walczącej).
W 1987 Zbigniew i Zofia Romaszewscy otrzymali Nagrodę Praw Człowieka Fundacji Aurora działającej przy Uniwersytecie Stanforda w Kalifornii, zaś w 2006 zostali uhonorowani nagrodą Kustosz Pamięci Narodowej.
Upamiętnienie
W 2014 jego imieniem nazwano salę nr 176 w budynku Senatu. Imieniem Zbigniewa Romaszewskiego nazwano także ronda w Siedlcach i Wołominie, aleję w Radomiu oraz ulice w Warszawie (na Bielanach) i Tarnowie Podgórnym, a także skwer w Krakowie.
Po śmierci Zbigniewa Romaszewskiego, decyzją jego żony i córki, przyznane mu odznaczenia przekazano do Archiwum Senatu, a dokumenty związane z jego działalnością polityczną, społeczną i naukową trafiły do Archiwum Akt Nowych.